# جون كرولي (مخرج أفلام)
جون كرولي (بالإنجليزية: John Crowley)‏ (و. 1969  م) هو مخرج أفلام، ومخرج تلفزيوني، ومخرج مسرحي أيرلندي، ولد في جمهورية أيرلندا.

## التعليم
تعلم في كلية كورك الجامعية.

## وصلات خارجية
- جون كرولي على موقع IMDb (الإنجليزية)
- جون كرولي على موقع قاعدة بيانات الأفلام العربية
- جون كرولي على موقع ألو سيني (الفرنسية)
- جون كرولي على موقع أول موفي (الإنجليزية)
- جون كرولي على موقع بوكس أوفيس موجو (الإنجليزية)
- جون كرولي على موقع قاعدة بيانات برودواي على الإنترنت (الإنجليزية)
- جون كرولي على موقع قاعدة بيانات الأفلام السويدية (السويدية)
- جون كرولي على موقع قاعدة بيانات الفيلم (الإنجليزية)
- جون كرولي على موقع كينوبويسك (الروسية)